# Wauzeka
Wauzeka est un village du comté de Crawford, dans l'État du Wisconsin, aux États-Unis. En 2020, il comptait une population de 628 habitants.